# Danielle Trussoni
Danielle Trussoni   (La Crosse, 9 de novembre de 1973) és una escriptora estatunidenca de novel·les de fantasia i ciència-ficció.

## Biografia
Trussoni es va graduar a la Universitat de Wisconsin-Madison amb un BA en Història i Anglès summa cum laude (1996) i en l'Iowa Writers' Workshop, on va rebre un MFA en Escriptura creativa (2002). El seu treball ha estat publicat a The New York Times Magazine, The New York Times Book Review, Telegraph Magazine i Tin House, entre altres publicacions.
El primer llibre de Danielle Trussoni, Falling Through the Earth, és un relat biogràfic sobre l'experiència del seu pare a la guerra del Vietnam i les seves seqüeles psicològiques. El llibre va ser seleccionat com un dels deu millors llibres de l'any 2006 per The New York Times Book Review. El 2010 va publicar la seva primera novel·la, Angelology, que ràpidament va esdevenir un best-seller internacional, traduïda a 32 llengües. El març de 2013 va publicar la seva seqüela, Angelopolis.

## Obres

### SèrieAngelology
- Angelology (2010). Traducció al català: Rosa Maria Borràs Montané. Barcelona: Edicions 62, 2010[4]
- Angelopolis (2013).

### Novel·les independents
- The Ancestor (2020)

### Assaigs
- Falling Through The Earth (2006)
- The Fortress (2016)